# Tobaksbagge
Tobaksbagge (Lasioderma serricorne) är en skalbaggsart som först beskrevs av Johan Christian Fabricius 1792. Tobaksbagge ingår i släktet Lasioderma och familjen trägnagare. Arten har en så gott som pantropisk utbredning och betraktas som ett skadedjur och är mest känd som skadedjur på tobaksvaror, men den angriper också bland annat spannmål och torkad frukt. Den har dålig tålighet för kyla men förekommer även på nordligare breddgrader inomhus i uppvärmda lagerlokaler och magasin liknande, dit den en gång oftast spridits med importerade varor. Arten är reproducerande i Sverige och kom till Sverige efter år 1800 genom passiv införsel.

## Bildgalleri

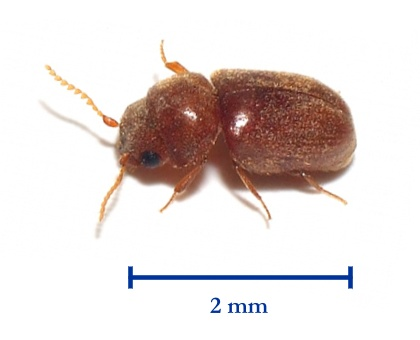
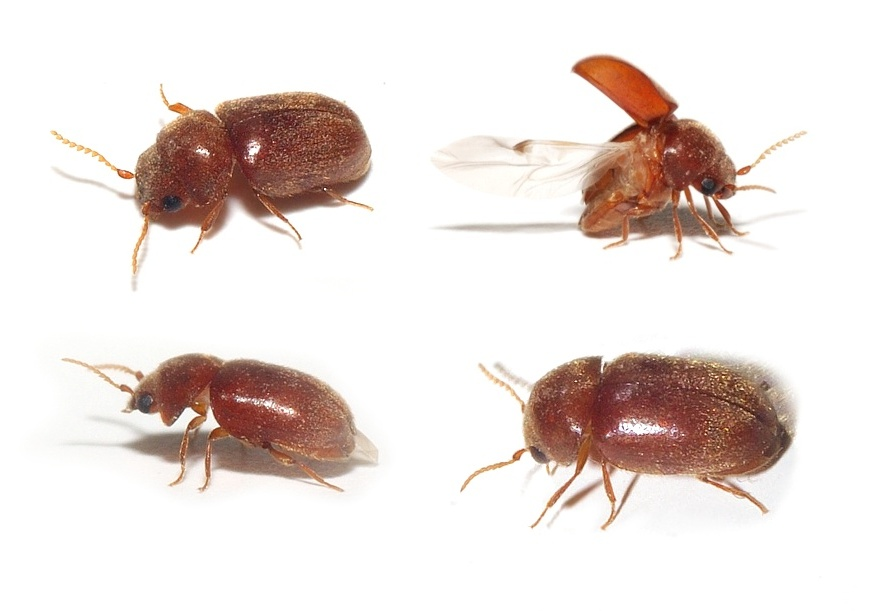